# FA Youth Cup
A Football Association Challenge Youth Cup, általánosabb nevén FA ifjúsági kupa egy angol labdarúgó verseny, az angol labdarúgó szövetség (FA) után elnevezve, az Football Association Challenge Kupa (FA-kupa) mintájára a 18 év alatti ifjúsági korú játékosok számára kiírt labdarúgókupa. 1952-ben alapították, számos későbbi klasszis labdarúgó szerepelt itt, vagy nyerte el a trófeát. A Manchester United a legtöbbszörös győztes 10 diadalával, a jelenlegi címvédő a Chelsea.

## Formátum
A kupában az angol labdarúgás osztályainak csapatai vesznek részt. (összesen 474 klub) A korábbi években azonban walesi, ír és skót csapatok is részt vettek, jelenleg azonban csak az angol és az a  hat walesi klub, akik jelenleg az angol labdarúgó rendszerhez tartoznak, versenyeznek a kupában: Cardiff City, Swansea City, Wrexham, Merthyr Town, Newport County és Colwyn Bay.

## Érdekesség
A torna megalapítása óta eltelt években számos későbbi klasszis lépett pályára, vagy nyerte meg a sorozatot, úgy mint George Best, John Barnes, Ryan Giggs, David Beckham, Gary Neville, Frank Lampard, Michael Owen, Steven Gerrard, Jamie Carragher, Joe Cole, Wayne Rooney, Theo Walcott, Daniel Sturridge, Jack Wilshere, és Gareth Bale. Az 1991-92-es fináléban győztes, később többszörös angol bajnok, kupagyőztes, és BL-győztes Manchester United kapta a Fergie Fiókái becenevet.

## Eddigi döntők
- A döntők oda-visszavágós rendszerben zajlanak, a két mérkőzés után hirdetnek győztest.

| Év        | Győztes                 | Eredmény | Döntős                  | Megjegyzés                          |
| --------- | ----------------------- | -------- | ----------------------- | ----------------------------------- |
| 1952–53   | Manchester United       | 9–3      | Wolverhampton Wanderers |                                     |
| 1953–54   | Manchester United       | 5–4      | Wolverhampton Wanderers |                                     |
| 1954–55   | Manchester United       | 7–1      | West Bromwich Albion    |                                     |
| 1955–56   | Manchester United       | 4–3      | Chesterfield            |                                     |
| 1956–57   | Manchester United       | 8–2      | West Ham United         |                                     |
| 1957–58   | Wolverhampton Wanderers | 7–6      | Chelsea                 |                                     |
| 1958–59   | Blackburn Rovers        | 2–1      | West Ham United         |                                     |
| 1959–60   | Chelsea                 | 5–2      | Preston North End       |                                     |
| 1960–61   | Chelsea                 | 5–3      | Everton                 |                                     |
| 1961–62   | Newcastle United        | 2–1      | Wolverhampton Wanderers |                                     |
| 1962–63   | West Ham United         | 6–5      | Liverpool               |                                     |
| 1963–64   | Manchester United       | 5–2      | Swindon Town            |                                     |
| 1964–65   | Everton                 | 3–2      | Arsenal                 |                                     |
| 1965–66   | Arsenal                 | 5–3      | Sunderland              |                                     |
| 1966–67   | Sunderland              | 2–0      | Birmingham City         |                                     |
| 1967–68   | Burnley                 | 3–2      | Coventry City           |                                     |
| 1968–69   | Sunderland              | 6–3      | West Bromwich Albion    |                                     |
| 1969–70   | Tottenham Hotspur       | 1–1      | Coventry City           | 2-2, harmadik mérkőzés után 1-0     |
| 1970–71   | Arsenal                 | 2–0      | Cardiff City            |                                     |
| 1971–72   | Aston Villa             | 5–2      | Liverpool               |                                     |
| 1972–73   | Ipswich Town            | 4–1      | Bristol City            |                                     |
| 1973–74   | Tottenham Hotspur       | 2–1      | Huddersfield Town       |                                     |
| 1974–75   | Ipswich Town            | 5–1      | West Ham United         |                                     |
| 1975–76   | West Bromwich Albion    | 5–0      | Wolverhampton Wanderers |                                     |
| 1976–77   | Crystal Palace          | 1–0      | Everton                 |                                     |
| 1977–78   | Crystal Palace          | 1–0      | Aston Villa             |                                     |
| 1978–79   | Millwall                | 2–0      | Manchester City         |                                     |
| 1979–80   | Aston Villa             | 3–2      | Manchester City         |                                     |
| 1980–81   | West Ham United         | 2–1      | Tottenham Hotspur       |                                     |
| 1981–82   | Watford                 | 7–6      | Manchester United       |                                     |
| 1982–83   | Norwich City            | 6–5      | Everton                 | hosszabbítás után                   |
| 1983–84   | Everton                 | 4–2      | Stoke City              |                                     |
| 1984–85   | Newcastle United        | 4–1      | Watford                 |                                     |
| 1985–86   | Manchester City         | 3–1      | Manchester United       |                                     |
| 1986–87   | Coventry City           | 2–1      | Charlton Athletic       |                                     |
| 1987–88   | Arsenal                 | 6–1      | Doncaster Rovers        |                                     |
| 1988–89   | Watford                 | 2–1      | Manchester City         | hosszabbítás után                   |
| 1989–90   | Tottenham Hotspur       | 3–2      | Middlesbrough           |                                     |
| 1990–91   | Millwall                | 3–0      | Sheffield Wednesday     |                                     |
| 1991–92   | Manchester United       | 6–3      | Crystal Palace          |                                     |
| 1992–93   | Leeds United            | 4–1      | Manchester United       |                                     |
| 1993–94   | Arsenal                 | 5–3      | Millwall                |                                     |
| 1994–95   | Manchester United       | 1–1      | Tottenham Hotspur       | 4–2 büntetőkkel                     |
| 1995–96   | Liverpool               | 4–1      | West Ham United         |                                     |
| 1996–97   | Leeds United            | 3–1      | Crystal Palace          |                                     |
| 1997–98   | Everton                 | 5–3      | Blackburn Rovers        |                                     |
| 1998–99   | West Ham United         | 9–0      | Coventry City           |                                     |
| 1999–2000 | Arsenal                 | 5–1      | Coventry City           |                                     |
| 2000–01   | Arsenal                 | 6–3      | Blackburn Rovers        |                                     |
| 2001–02   | Aston Villa             | 4–2      | Everton                 |                                     |
| 2002–03   | Manchester United       | 3–1      | Middlesbrough           |                                     |
| 2003–04   | Middlesbrough           | 4–0      | Aston Villa             |                                     |
| 2004–05   | Ipswich Town            | 3–2      | Southampton             | hosszabbítás után                   |
| 2005–06   | Liverpool               | 3–2      | Manchester City         |                                     |
| 2006–07   | Liverpool               | 2–2      | Manchester United       | 4–3 büntetőkkel                     |
| 2007–08   | Manchester City         | 4–2      | Chelsea                 |                                     |
| 2008–09   | Arsenal                 | 6–2      | Liverpool               |                                     |
| 2009–10   | Chelsea                 | 3–2      | Aston Villa             |                                     |
| 2010–11   | Manchester United       | 6–3      | Sheffield United        |                                     |
| 2011–12   | Chelsea                 | 4–1      | Blackburn Rovers        |                                     |
| 2012–13   | Norwich City            | 4–2      | Chelsea                 |                                     |
| 2013–14   | Chelsea                 | 7–6      | Fulham                  |                                     |
| 2014–15   | Chelsea                 | 5–2      | Manchester City         |                                     |
| 2015–16   | Chelsea                 | 4–2      | Manchester City         |                                     |
| 2016–17   | Chelsea                 | 6–2      | Manchester City         |                                     |
| 2017–18   | Chelsea                 | 7–1      | Arsenal                 |                                     |
| 2018–19   | Liverpool               | 1–1      | Manchester City         | Hosszabbítás után; büntetőkkel: 5–3 |
| 2019–20   | Manchester City         | 3–2      | Chelsea                 |                                     |
| 2020–21   | Aston Villa             | 2–1      | Liverpool               |                                     |
| 2021–22   | Manchester United       | 3–1      | Nottingham Forest       |                                     |

## Győztesek évek szerint
| Klub                    | Győzelmek | Döntők | Győztes év                                                       | Döntős év                          |
| ----------------------- | --------- | ------ | ---------------------------------------------------------------- | ---------------------------------- |
| Manchester United       | 11        | 4      | 1953, 1954, 1955, 1956, 1957, 1964, 1992, 1995, 2003, 2011, 2022 | 1982, 1986, 1993, 2007             |
| Chelsea                 | 9         | 4      | 1960, 1961, 2010, 2012, 2014, 2015, 2016, 2017, 2018             | 1958, 2008, 2013, 2020             |
| Arsenal                 | 7         | 1      | 1966, 1971, 1988, 1994, 2000, 2001, 2009                         | 1965                               |
| Liverpool               | 4         | 4      | 1996, 2006, 2007, 2019                                           | 1963, 1972, 2009, 2021             |
| Aston Villa             | 4         | 3      | 1972, 1980, 2002, 2021                                           | 1978, 2004, 2010                   |
| West Ham United         | 3         | 4      | 1963, 1981, 1999                                                 | 1957, 1959, 1975, 1996             |
| Everton                 | 3         | 4      | 1965, 1984, 1998                                                 | 1961, 1977, 1983, 2002             |
| Tottenham Hotspur       | 3         | 2      | 1970, 1974, 1990                                                 | 1981, 1995                         |
| Ipswich Town            | 3         | 0      | 1973, 1975, 2005                                                 |                                    |
| Manchester City         | 2         | 6      | 1986, 2008                                                       | 1979, 1980, 1989, 2006, 2015, 2016 |
| Crystal Palace          | 2         | 2      | 1977, 1978                                                       | 1992, 1997                         |
| Sunderland              | 2         | 1      | 1967, 1969                                                       | 1966                               |
| Millwall                | 2         | 1      | 1979, 1991                                                       | 1994                               |
| Watford                 | 2         | 1      | 1982, 1989                                                       | 1985                               |
| Leeds United            | 2         | 0      | 1993, 1997                                                       |                                    |
| Newcastle United        | 2         | 0      | 1962, 1985                                                       |                                    |
| Norwich City            | 2         | 0      | 1983, 2013                                                       |                                    |
| Coventry City           | 1         | 4      | 1987                                                             | 1968, 1970, 1999, 2000             |
| Wolverhampton Wanderers | 1         | 4      | 1958                                                             | 1953, 1954, 1962, 1976             |
| Blackburn Rovers        | 1         | 3      | 1959                                                             | 1998, 2001, 2012                   |
| Middlesbrough           | 1         | 2      | 2004                                                             | 1990, 2003                         |
| West Bromwich Albion    | 1         | 2      | 1976                                                             | 1955, 1969                         |
| Burnley                 | 1         | 0      | 1968                                                             |                                    |
| Birmingham City         | 0         | 1      |                                                                  | 1967                               |
| Bristol City            | 0         | 1      |                                                                  | 1973                               |
| Cardiff City            | 0         | 1      |                                                                  | 1971                               |
| Charlton Athletic       | 0         | 1      |                                                                  | 1987                               |
| Chesterfield            | 0         | 1      |                                                                  | 1956                               |
| Doncaster Rovers        | 0         | 1      |                                                                  | 1988                               |
| Fulham                  | 0         | 1      |                                                                  | 2014                               |
| Huddersfield Town       | 0         | 1      |                                                                  | 1974                               |
| Preston North End       | 0         | 1      |                                                                  | 1960                               |
| Sheffield United        | 0         | 1      |                                                                  | 2011                               |
| Sheffield Wednesday     | 0         | 1      |                                                                  | 1991                               |
| Southampton             | 0         | 1      |                                                                  | 2005                               |
| Stoke City              | 0         | 1      |                                                                  | 1984                               |
| Swindon Town            | 0         | 1      |                                                                  | 1964                               |
| Nottingham Forest       | 0         | 1      |                                                                  | 2022                               |

## Nézettségi rekord
A legtöbb néző, 67 492 ezer, a Manchester United és a Nottingham Forest közötti 2022-es döntőn volt. Ez közel az előző rekord duplája.

## FA-kupa és FA Ifjúsági kupa duplázás
Csapatok, melyek ugyanabban a szezonban a felnőtt, és az utánpótlás szinten is elnyerték a kupát.
- Arsenal (1970–71)
- Everton (1983–84)
- Coventry City (1986–87)
- Liverpool (2005–06)
- Chelsea (2009–10 és 2011–12)